# Каски (народ)
Каска (також Кашка, пізніше табалійський Каску і Гасга) були слабо об'єднаним племенем бронзової доби, яке не належало до індоєвропейців, говорило некласифікованою касційською мовою і жило у гірських районах Східного Понту в Анатолії, відомих з хетських джерел. Вони жили в гірській місцевості між основним хетським регіоном у східній Анатолії та Чорним морем, і згадуються як причина, чому пізня Хетська імперія ніколи не поширювалася на північ до тієї області. Іноді їх ототожнюють з кавконами, відомими з грецьких записів.

## Історія
Каска, ймовірно, походили зі східного узбережжя Пропонтіди, можливо, витіснили носіїв палайської мови з їхньої батьківщини в Палі.[джерело?]
Каска вперше з'являються в хетських молитовних написах, що датуються часом правління Хантилі II, близько 1450 р. до н. е., і містять посилання на їх переселення до руїн святого міста Нерік. Під час правління сина Хантилі, Тудхалії II (близько 1430 р. до н. е.), "3-тя кампанія Тудхалії була проти каска". Його наступник, Арнуванда I, склав молитву богам, щоб повернути Нерік до імперії; він також згадав Каммаму та Залпуву як міста, які він стверджував, що були хетськими, але тепер перебувають під контролем каска. Арнуванда намагався умилостивити деякі племена каска за допомогою данини.
Десь між правлінням Арнуванди та Суппілуліуми I (близько 1330 р. до н. е.), у листах, знайдених у Маашат-Гьоюку, зазначається, що сарана з'їла зерно каска. Голодні каска змогли об'єднатися з Хаяса-Аззі та Ісува на сході, а також з іншими ворогами хетів, і спалити Хаттусу, столицю хетів, дощенту. Вони, ймовірно, також спалили вторинну столицю хетів Шапінуву. Внук Суппілуліуми, Хаттусілі III, у середині XIII століття до н. е. писав про часи до Тудхалії. Він зазначив, що в ті дні каска зробили Ненассу своєю прикордонною територією, а їхні союзники в Аззі-Хаясі зробили те ж саме з Самухою.
У амарнських листах Аменхотеп III писав царю Арзави Тархунта-Раду, що "країна Хаттуса" була знищена, і просив Арзаву надіслати йому деяких із цих людей каска, про яких він чув. Хети також залучали підданих каска до своїх армій. Коли каска не нападали чи не служили найманцями, вони розводили свиней і ткали льон, залишаючи ледь помітний слід на постійному ландшафті.
Тудхалія III та Суппілуліума I (близько 1375–1350 рр. до н. е.) встановили свій двір у Самусі та вторглися звідти в Аззі-Хаясу. Каска втрутилися, але Суппілуліума їх переміг; після того, як Суппілуліума повністю умиротворив регіон, Тудхалія і Суппілуліума змогли просунутися на Хаясу і теж перемогти її, попри деякі нищівні партизанські тактики в їхньому тилу. Тоді дванадцять племен каска об'єдналися під керівництвом на ім'я Піапілі, але Піапілі не зміг протистояти Суппілуліумі. Зрештою, Тудхалія і Суппілуліума повернули Хаттусу хетам. Але каска продовжували залишатися загрозою як всередині, так і ззовні, і постійною військовою небезпекою. Кажуть, що вони виставили до 9000 воїнів і 800 колісниць.
У часи хвороби Арнуванди II (близько 1323 р. до н. е.) хети побоювалися, що каска з Ішупітти в межах королівства до Каммами зовні можуть скористатися чумою в Хатті. Досвідчений командир Ханнутті переїхав до Ішупітти, але там помер. Ішупітта тоді відокремилася від Хатті, і Арнуванда теж помер. Брат Арнуванди та його наступник Мурсілі II записав у своїх анналах, що він придушив це повстання. У наступні десятиліття каска також діяли в Дурмітті та в Тіпії, біля гори Тарікаріму в землі Зіхаррія, і біля гори Ашарпая на шляху до Пали; вони повставали та/або здійснювали розбій у кожному з цих місць. Спочатку Мурсілі придушував кожне повстання каска окремо.
Каска вперше об'єдналися під керівництвом Піхунії з Тіпії, який "правив як король", записали хети. Піхунія завоював Істітіну і просунувся аж до Заззісси. Але Мурсілі розбив це військо і привів Піхунію як в'язня до Хаттуси. Мурсілі тоді перейшов до оборонної стратегії, збудувавши ланцюг прикордонних фортець на північ до Деврезу. Попри це, на початку XIII століття, коли син Мурсілі, Муваталлі II, був королем у Хатті, каска розграбували Хаттусу. Муваталлі припинив залучати каска до війська; він перемістив свою столицю до Тархунтасси на південь; і призначив свого брата, майбутнього Хаттусілі III, губернатором північних марок. Хаттусілі переміг каска до того, що відвоював Нерік, і коли він зайняв трон, він повернув столицю до Хаттуси.
Каска могли сприяти падінню Хетської імперії під час колапсу бронзової доби, близько 1200 р. до н. е. Потім вони проникли у східну Анатолію і продовжили свій рух на південь, де зіткнулися з ассирійцями. Ассирійський цар Тіглатпаласар I записав наприкінці XII століття до н. е., що каска (яких він назвав "апішлу") та їхні союзники Мушки і уруму (урумійці) були активні в тому, що раніше було серцем Хатті. Тіглатпаласар переміг їх, і каска тоді зникли з усіх історичних записів.[джерело?]
Відбиті ассирійцями, частина каска могла перейти на північний схід до Кавказу, де вони, ймовірно, змішалися з прото-колхами або занськими автохтонами, утворивши державу, яку урарти знали як Колха, а пізніше греки називали її Колхіда. Інша гілка могла встановитися в Каппадокії, яка в VIII столітті до н. е. стала васалом Ассирії й правила деякими областями Анатолії.
Згідно з І. Зінгером, каскійці та хаттійці є різними гілками одного народу. Однак, якщо хаттійці були асимільовані хетами, то каскійці були витіснені на периферію своєї колишньої території.